# Pak Se-ri
Dans ce nom coréen, le nom de famille, Pak, précède le nom personnel.
Pak Se-ri (coréen hangûl : 박세리, coréen hanja : 朴세리), née le 28 septembre 1977 à Daejeon, est une golfeuse sud-coréenne.
Passée professionnelle en 1996, elle rejoint le circuit LPGA en 1998 pour y remporter dès sa première saison deux titres majeurs: le LPGA Championship  et l'US Open. Ces bonnes performances, combinées à deux autres victoires, lui offrent le titre de rookie de l'année.
Elle continue d'enchaîner les bons résultats avec en particulier deux nouveaux titres majeurs, le British Open 2001 puis le LPGA Championship 2002.
En 2005, elle est souvent blessée : épaule droite, cervicales, dos, doigts. Elle ne dispute ainsi que 12 tournois.
Elle retrouve ses moyens et son golf lors de la saison 2006 ce qui lui permet de s'adjuger un nouveau titre majeur, un 3e LPGA Championship.
Son palmarès lui a permis d'être nommée pour le Hall of Fame du golf, distinction qui ne sera effective qu'en 2007 après ses dix ans de pratique du circuit LPGA. Cela fera d'elle la plus jeune golfeuse vivante à entrer dans le Hall of Fame, seulement devancée par le défunt Tom Morris, Jr., décédé à l'âge de 24 ans.
Comme la Suédoise Annika Sörenstam, elle a également participé à un tournoi professionnel masculin, le SBS Super Tournament, tournoi du circuit coréen. Mais contrairement à la Suédoise, elle passe le cut et termine 10e du tournoi.

## Palmarès

### Majeurs
- LPGA Championship 1998, 2002, 2006
- US Open 1998
- British Open 2001

### LPGA
- 1998 LPGA Championship, US Open, Jamie Farr Owens Corning Classic, Giant Eagle LPGA Classic
- 1999 ShopRite LPGA Classic, Jamie Farr Owens Corning Classic, Samsung World Championship of Women's Golf, PageNet Championship
- 2001 YourLife Vitamins LPGA Classic, Longs Drugs Challenge, Jamie Farr Owens Corning Classic, British Open, AFLAC Champions
- 2002 The Office Depot Championship, LPGA Championship,First Union Betsy King Classic, Mobile LPGA Tournament of Champions, Sports Today CJ Nine Bridges Classic.
- 2003 Safeway PING, Chick-fil-A Charity Championship, Jamie Farr Owens Corning Classic
- 2004 Michelob ULTRA Open at Kingsmill
- 2006 LPGA Championship
- 2007 Jamie Farr Owens Corning Classic